# زد زرافه
زد زرافه یک ستاره است که در صورت فلکی زرافه قرار دارد.